# 董建宏
董建宏（1971年8月31日—），臺灣高雄市人，民主進步黨黨員，現任內政部政務次長、國立中興大學媒體公關中心主任兼媒體連絡人、景觀與遊憩學士學位學程副教授兼學程主任。國立臺灣大學農業推廣學系鄉村社會學組、美國紐約市哥倫比亞大學都市計畫博士畢業，曾任國立中興大學景觀與遊憩碩士學位學程副教授、國立成功大學通識教育中心兼任助理教授、台灣中社秘書長、台灣中社社長、高雄市政府新聞局局長。

## 個人背景
董建宏出生於台灣高雄，大學就讀於台大農業推廣學系鄉村社會學組，台大畢業後赴美繼續深造，取得哥倫比亞大學都市計畫博士學位。學術研究專長為全球化、規劃理論與歷史、農業政策與農村發展、鄉村區域發展規劃、民主化與官僚體系、私有化與BOT、規劃專業倫理等。
回台後主要先於學術領域發展，擔任多所大學的助理研究員及助理教授、副教授，亦曾擔任台中市政府市政顧問、都市計畫、文化資產等委員，並曾任職民主進步黨政策委員會首席副執行長，亦曾擔任國土規劃及不動產資訊中心董事長、台灣地理資訊中心董事長。

## 從政
2015年11月，民進黨公布2016年不分區立委提名名單，董建宏被排入第31名。選舉結果民進黨得票數537萬0953票、得票率44.06%，分配到18席不分區席次，董建宏未能當選立委。
2019年11月14日，民進黨中央執行委員會通過2020年不分區立委提名名單，董建宏名列第28名。選舉結果民進黨得票數481萬1241票、得票率33.98%，分配到13席不分區席次，董建宏未能當選。2020年8月，接任高雄市政府新聞局局長。
2024年5月20日，出任內政部政務次長。

## 選舉紀錄
| 年度 | 選舉屆數           | 選舉區                                 | 所屬政黨   | 得票數    | 得票率 | 當選標記 | 備註 |
| ---- | ------------------ | -------------------------------------- | ---------- | --------- | ------ | -------- | ---- |
| 2016 | 第九屆立法委員選舉 | 全國不分區及僑居國外國民立法委員選舉區 | 民主進步黨 | 5,370,953 | 44.06% |          |      |
| 2020 | 第十屆立法委員選舉 | 全國不分區及僑居國外國民立法委員選舉區 | 民主進步黨 | 4,811,241 | 33.98% |          |      |